# 福州地铁4号线
福州地铁4号线，又称福州市轨道交通4号线，标识色为“福桔黄”，是中华人民共和国福建省福州市规划建设中的一条城市轨道交通线路，一期工程已于2017年12月开工，2023年8月27日开通首通段（凤凰池站至帝封江站）运营。
4号线设计有列车自动运行系统，计划初期运营管理按照有人值守的 GoA 3级运营，后期过渡到无人值守的 GoA 4级。

## 简介
2015年12月31日，中国发改委批复了包括新建福州地铁4号线、5号线、6号线在内的福州市城市轨道交通第二期建设规划（2015～2021年）。根据此规划，福州地铁4号线是福州市轨道交通拓展及加密线路，与轨道交通1、2、5号线共同构成十字、环状网络。一期线路全长28.4公里，全线采用地下敷设方式。线路计划设置23座车站，线路起自花溪北路，经洪塘路、闽江、杨桥路、东大路、塔头路、横屿路、前横路、闽江、金浦路、南江滨路、濂江村走行，后下穿南三环路及福峡路后进入螺洲镇，连接了东街口商业中心、东二环泰禾广场、鳌峰金融中心、东部办公区、海峡国际会展中心等主城区重要节点。

福州地铁4号线线路图

## 建设进程
- 2016年11月23日，4号线一期工程启动社会稳定风险评估工作，其中北端原终点站洪塘站将继续向西延伸一站至花溪北路站，取消了浦下站。[6]
- 2016年12月1日，4号线一期工程启动环境评估工作。[8]
- 2017年2月6日，4号线一期工程开始勘察、设计的对外招标工作，在招标公告中指出4号线工程已正式通过国家发展和改革委员会批准（发改基础[2015]3170号），确定设22座站，拟计划于2017年12月开工。[9][10]
- 2017年12月29日，4号线竹屿站（工程名：池边站）、横屿站（工程名：化工路站）、花海公园站（工程名：江边村站）、会展中心站、林浦站开始围挡施工，为4号线首批开个站点。[11]
- 2019年3月31日，4号线前屿站开始二期围挡施工。[12]
- 2019年4月21日，4号线开始盾构施工。[5]
- 2019年5月9日，4号线光明港站（工程名：远洋路站）开始一期围挡施工。[12]
- 2019年5月10日，4号线横屿站封顶，为4号线首座封顶的车站[3]。同日，后屿站（工程名：福新东路站）开始二期围挡施工[12]。
- 2019年7月，4号线一期工程螺洲车辆段项目逐步交地。[13]
- 2019年8月6日，4号线一期工程初步设计获福建省发改委批复。[14]
- 2019年8月26日，4号线池边站主体结构封顶，由中国建筑承建。[15]
- 2020年1月4日，4号线螺洲温泉站（工程名：螺洲镇站）至帝封江站区间左线盾构贯通，为4号线首个贯通的区间。1月9日，竹屿站至横屿站区间左线贯通。[16]
- 2021年4月20日，4号线一期铺轨工程正式开工。[17]
- 2023年3月27日，4号线一期首通段（凤凰池站至帝封江站）启动空载试运行。[18]
- 2023年8月23日至25日，4号线一期首通段（凤凰池站至帝封江站）开启免费试乘活动。[19]
- 2023年8月27日，4号线一期首通段（凤凰池站至帝封江站）正式开始运營。[20]
- 2025年7月28日，4号线一期后通段（凤凰池站至半洲站）启动空载试运行。[21]

## 车站
福州地铁4号线的车站如下表所示。
| 4号线后通段                            |          |              |                              |        |                                 |                |
| 车站名称                               | 英文名称 | 与前站距(米) | 换乘线路                     | 所在地 | 启用时间                        | 车站类型       |
| 半洲                                   |          | 不適用       | 不適用                       | 仓山区 | 预计2025年 参见§ 分段开通的争议 | 地下岛式站台   |
| 建新                                   |          |              | 不適用                       | 仓山区 | 预计2025年 参见§ 分段开通的争议 | 地下岛式站台   |
| 洪塘                                   |          | 1885.4       | █ 5号线                      | 仓山区 | 预计2025年 参见§ 分段开通的争议 | 地下岛式站台   |
| 金牛山                                 |          | 1132.1       | 不適用                       | 鼓楼区 | 预计2025年 参见§ 分段开通的争议 | 地下岛式站台   |
| 4号线首通段                            |          |              |                              |        |                                 |                |
| 凤凰池                                 |          | 1023.4       | 不適用                       | 鼓楼区 | 2023年8月27日                   | 地下岛式站台   |
| 陆庄                                   |          | 661.4        | 不適用                       | 鼓楼区 | 2023年8月27日                   | 地下岛式站台   |
| 西门                                   |          | 685.1        | 不適用                       | 鼓楼区 | 2023年8月27日                   | 地下岛式站台   |
| 东街口                                 |          | 616.8        | █ 1号线                      | 鼓楼区 | 2023年8月27日                   | 地下岛式站台   |
| 省立医院                               |          | 876.1        | 不適用                       | 鼓楼区 | 2023年8月27日                   | 地下岛式站台   |
| 东门                                   |          | 681.8        | █ 滨海快线（在建）           | 鼓楼区 | 2023年8月27日                   | 地下岛式站台   |
| 三角池                                 |          | 668.6        | 不適用                       | 晋安区 | 2023年8月27日                   | 地下岛式站台   |
| 竹屿                                   |          | 696.7        | 不適用                       | 晋安区 | 2023年8月27日                   | 地下岛式站台   |
| 横屿                                   |          | 1457.2       | 不適用                       | 晋安区 | 2023年8月27日                   | 地下岛式站台   |
| 后屿                                   |          | 515.9        | 不適用                       | 晋安区 | 2023年8月27日                   | 地下岛式站台   |
| 前屿                                   |          | 807.4        | █ 2号线                      | 晋安区 | 2023年8月27日                   | 地下岛式站台   |
| 光明港                                 |          | 912.9        | 不適用                       | 晋安区 | 2023年8月27日                   | 地下岛式站台   |
| 鳌峰洲                                 |          | 809.1        | 不適用                       | 台江区 | 2023年8月27日                   | 地下岛式站台   |
| 花海公园                               |          | 1634.5       | 不適用                       | 仓山区 | 2023年8月27日                   | 地下岛式站台   |
| 会展中心                               |          | 1734         | 不適用                       | 仓山区 | 2023年8月27日                   | 地下岛式站台   |
| 林浦                                   |          | 988.5        | █ 6号线                      | 仓山区 | 2023年8月27日                   | 地下岛式站台   |
| 城门                                   |          | 1317.8       | █ 1号线                      | 仓山区 | 2023年8月27日                   | 地下岛式站台   |
| 螺洲温泉                               |          | 962.9        | 不適用                       | 仓山区 | 2023年8月27日                   | 地下岛式站台   |
| 帝封江                                 |          | 1222         | █ 5号线、 █ 滨海快线（在建） | 仓山区 | 2023年8月27日                   | 地下双岛式站台 |
| 註釋                                   |          |              |                              |        |                                 |                |
| - 所有以斜体标识的线路和车站均未开通。 |          |              |                              |        |                                 |                |
| 论 编                                  |          |              |                              |        |                                 |                |

## 运营

### 运营时间
4号线的运营时间为每天的06:30–23:40。

#### 首末班车时刻表
| 往帝封江方向 | 往帝封江方向 | 车站     | 往凤凰池方向 | 往凤凰池方向 |
| 首班车       | 末班车       | 车站     | 首班车       | 末班车       |
| ------------ | ------------ | -------- | ------------ | ------------ |
| 06:30        | 23:00        | 凤凰池   | 07:10        | 23:40        |
| 06:32        | 23:02        | 陆庄     | 07:09        | 23:39        |
| 06:33        | 23:03        | 西门     | 07:07        | 23:37        |
| 06:36        | 23:06        | 东街口   | 07:05        | 23:35        |
| 06:37        | 23:07        | 省立医院 | 07:03        | 23:33        |
| 06:39        | 23:09        | 东门     | 07:01        | 23:31        |
| 06:41        | 23:11        | 三角池   | 06:59        | 23:29        |
| 06:44        | 23:14        | 竹屿     | 06:57        | 23:27        |
| 06:46        | 23:16        | 横屿     | 06:54        | 23:24        |
| 06:48        | 23:18        | 后屿     | 06:52        | 23:22        |
| 06:51        | 23:21        | 前屿     | 06:50        | 23:20        |
| 06:52        | 23:22        | 光明港   | 06:48        | 23:18        |
| 06:55        | 23:25        | 鳌峰洲   | 06:46        | 23:16        |
| 06:57        | 23:27        | 花海公园 | 06:43        | 23:13        |
| 07:00        | 23:30        | 会展中心 | 06:40        | 23:10        |
| 07:03        | 23:33        | 林浦     | 06:37        | 23:07        |
| 07:06        | 23:36        | 城门     | 06:34        | 23:04        |
| 07:08        | 23:38        | 螺洲古镇 | 06:32        | 23:02        |
| 07:10        | 23:40        | 帝封江   | 06:30        | 23:00        |

### 行车安排
4号线现时全天采用凤凰池至帝封江单一交路。
自2024年4月27日起，4号线工作日高峰期（07:00–09:00、17:00–19:00）及休息日高峰期（17:00–19:00）的行车间隔为5分30秒；工作日平峰期（06:30–07:00、09:00–17:00、19:00–22:00）及休息日平峰期（06:30–17:00、19:00–22:00）的行车间隔为6分50秒；工作日及休息日低峰期（22:00–23:00）的行车间隔为10分钟。

## 事件

### 分段开通的争议
由于金牛山站至洪塘站区间遇到复杂地质因素导致贯通进度缓慢，而线路上的其他区间已全部贯通，该区间滞后的情况直接影响全线的通车时间。此前，福州地铁集团曾表示，因线路全自动线路，不宜分段开通，许多市民对此说法感到不满；但也有业内人士分析指出，结合4号线一期工程综合联调方案通过专家评审以及10月30日全线“热滑”节点来看，主要客流集中区段（凤凰池站至帝封江站区间）先行开通试运行的可能性仍存在。